# Ugaritische Religion
Die Grundlage für die Ugaritische Religion bildete ihre Mythologie aus der Zeit um 1500–1200 v. Chr., die auf älteren sumerischen und akkadischen Vorstellungen beruhte. Auch hethitische und hurritische Einflüsse sind vorhanden.
Einige Götter dieser Mythologie wurden auch in den Schriften der Phönizier und in den Überlieferungen der Bibel namentlich erwähnt. Der anfangs dominierende Gott des dort praktizierten Polytheismus der Stadt Ugarit war der Schöpfer der Welt El, was seiner Rolle in der sehr viel später entstandenen Schöpfungsgeschichte der Bibel im Wesentlichen entspricht. Später wurde die Bedeutung seines Kults zunehmend von dem des Fruchtbarkeits- und Wettergottes Baal verdrängt.

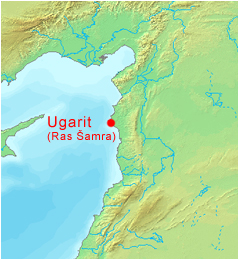
Lage von Ugarit in der Levante

## Quellen

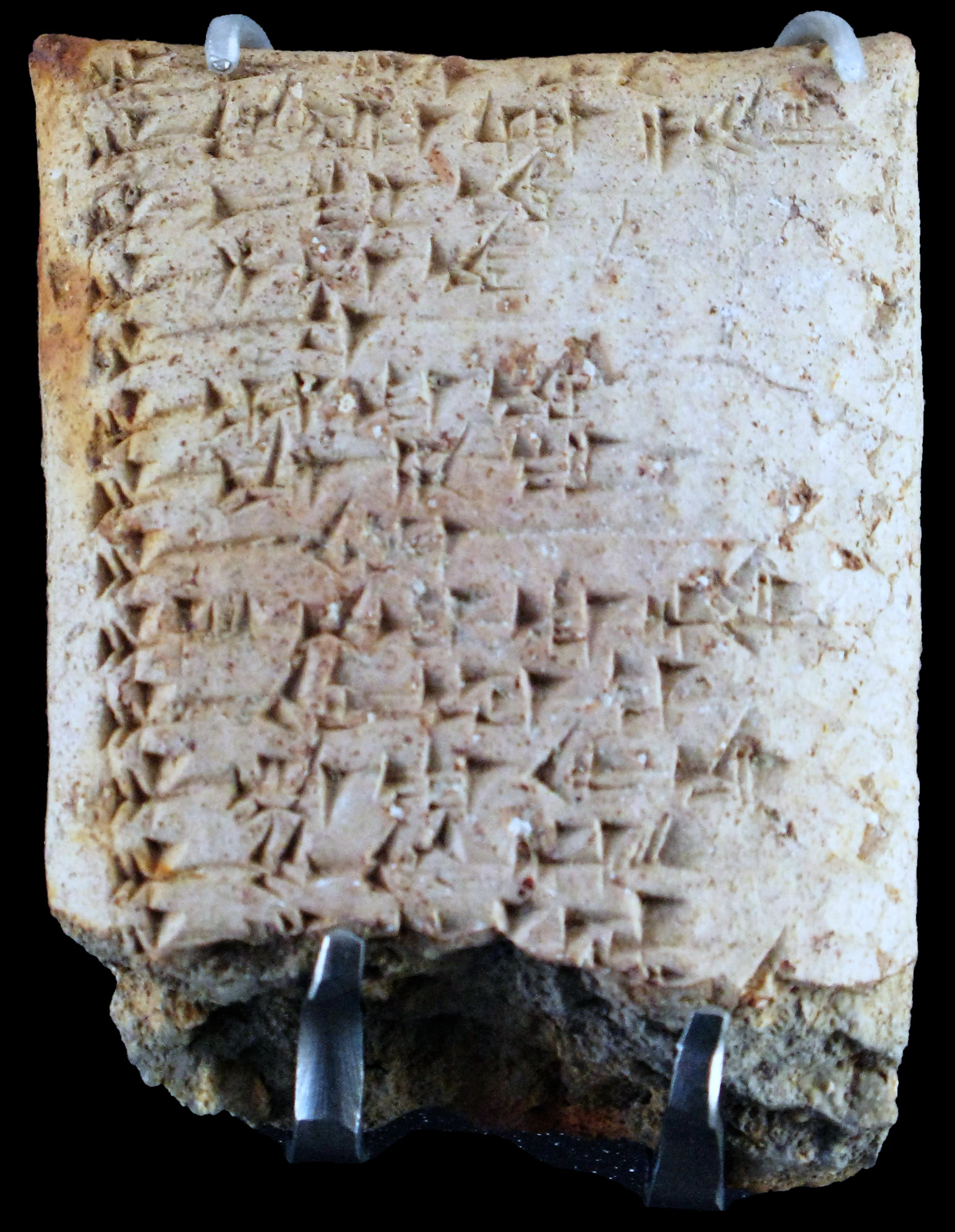
Götterliste aus Ugarit, 13. Jahrhundert v. Chr.

## Männliche Götter

### El
Der Gott El war der Schöpfer der Welt und der Menschen, oberster Schiedsrichter und nominell das Oberhaupt aller Götter und Dämonen. Er trug Beinamen wie z. B. „König“, „der Freundliche“ oder „Stier“. Die Anrufung „Stier-El“ legt nahe, dass sein Symbol der Stier war. Seine Herrschaft war bleibend und ewig (anders als manche Schöpfergötter in anderen Mythen, die später ihre Bedeutung verloren oder von anderen Götterdynastien besiegt und entmachtet oder getötet wurden, → Demiurg, Titanomachie). Er wurde in Menschengestalt, ruhig und mächtig, in königlichen Gewändern dargestellt. Er wurde als grauhaarig und bärtig beschrieben. Der Mythos von den Schönen und Gnädigen Göttern, nur in einem Fragment überliefert, berichtet, wie El am Brunnen zwei Göttinnen (Athirat und Šapšu) überraschte und sie schwängerte. Sie gebaren das Götterpaar Šaḫar (Morgendämmerung) und Šalim (Abenddämmerung). Insgesamt zeugte er mit Athirat (Aschera) 70 Götter und Göttinnen, darunter viele furchterregende Dämonen. Weitere Kinder zeugte El mit Šapsu; alle Kinder des El wurden „Banu Elima“ (Els Söhne) genannt.
Ein typisches Gebet an El lautete:

„Oh El! Oh Söhne Els!

Oh Versammlung der Söhne Els!

Oh Zusammenkunft der Söhne Els

…

Oh El und Aširat

Sei gnädig, oh El

Sei Stütze, oh El

El, eile, El, komm schnell

Zur Hilfe Zaphons,

Zur Hilfe Ugarits

Mit der Lanze, oh El,

mit der erhobenen, oh El.

Mit der Streitaxt, oh El,

mit der zerschmetternden, oh El.“

An El als mächtigsten der Götter wandten sich die Gläubigen in großer Not um Hilfe.
El kam auch als Bestandteil theophorer Namen vor.
In der Pluralform Elohim (pluralis majestatis zu Herrgott) kommt El häufig in der Bibel als Gottesname vor.

### Ba’al

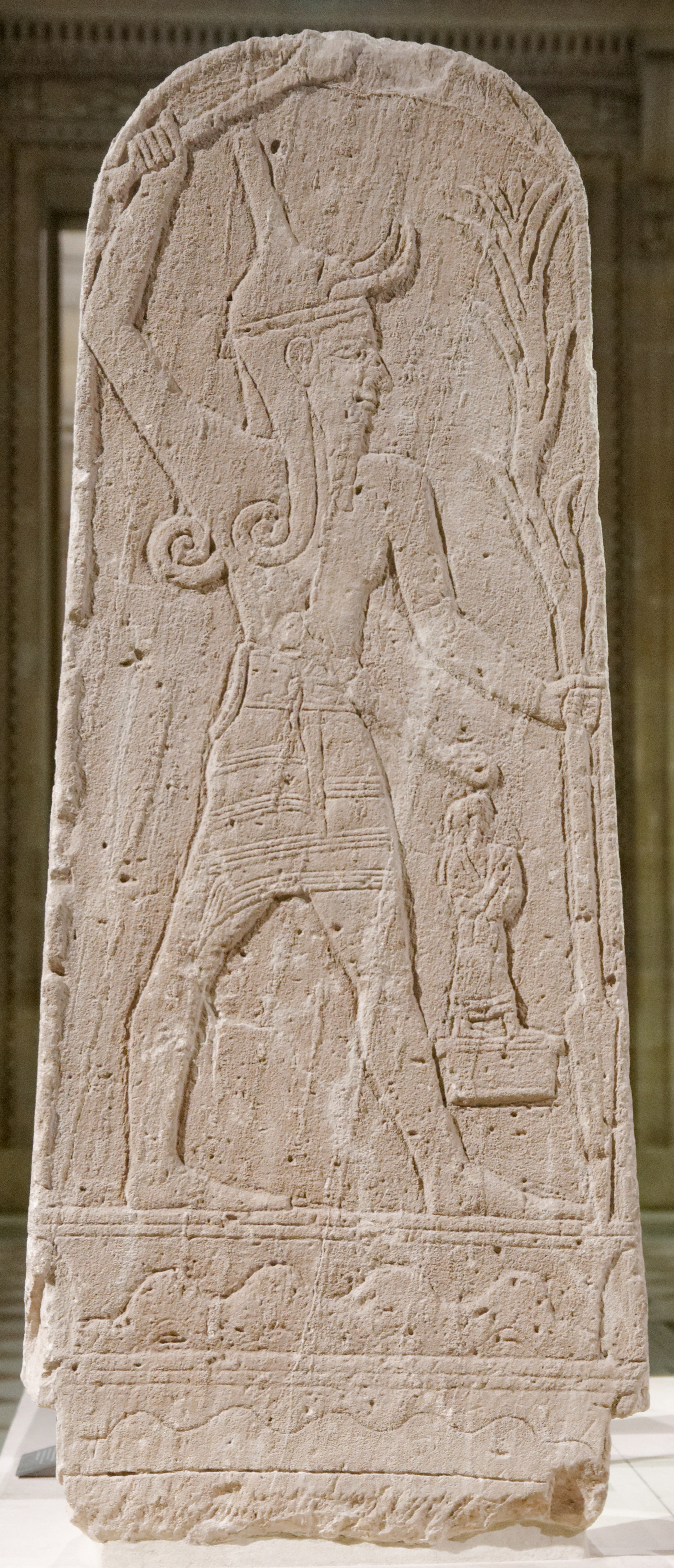
Stele des Ba‘al, 15.–13. Jahrhundert v. Chr., gefunden am Baʿaltempel in Ugarit: Baʿal als Gewitter- und Wettergott: in der rechten Hand die Donnerkeule, links der als Pflanze stilisierte Blitzspeer, Berggott: zu seinen Füßen eine Wellenlinie, die Berge darstellt (sein Sitz ist der Berg Zaphon), die untere Wellenlinie repräsentiert seine Herrschaft über das Meer, nachdem er Jam besiegt hat. Die kleine Figur ist wohl der König von Ugarit. Heute im Louvre, Höhe 142 cm, B 50 cm, T 28 cm

Baʿal wurde als Hauptgott nach El verehrt. Als seine Heimstätte galt der Berg Baʿal-Zephon nördlich von Ugarit. Baʿal war der wichtigste Gott im Ugaritischen Mythos, ihm wurde der umfangreichste Mythenzyklus in den Keilschriftfunden gewidmet. Er war ursprünglich ein Sohn von Dagān und Tiroš, wurde aber über Anat in den Götterhimmel Ugarits integriert.
Baʿal, auch Baʿal-Haddad (Adad), wurde mit den Gewitterwolken assoziiert. Indem er die Dürre beendete, war er der Spender der Fruchtbarkeit. Gewitterwolken wurden als Adads Kälber bezeichnet. Der Donner wurde als Baʿals Stimme interpretiert. Abbildungen zeigen Baʿal-Haddad auf einem Bullen stehend und Blitze schleudernd.
Ein Auszug aus dem Keret-Epos verdeutlicht die überragende Stellung Baʿals:

„Er goss Öl aus und sagte: ,Erfrische Erde und Himmel‘

Er umkreiste die Ränder des Ackerlandes,

den Emmer im durchfurchten Tiefland.

Auf das Ackerland komme der Regen Baʿals,

und für das Feld der Regen des Höchsten!

Süß sei für das Ackerland der Regen des Baʿal,

und für das Feld der Regen des Höchsten!

Süß sei er für den Weizen in der Furche,

im Neubruch [frisch gepflügtes Feld] wie Wohlgeruch,

auf der Ackerfurche wie Kräuterduft!

Es hoben den Kopf die Pflüger,

nach oben die Getreidearbeiter.

Aufgebraucht war nämlich das Brot in ihren Körben,

aufgebraucht der Wein in ihren Schläuchen,

aufgebraucht das Öl in ihren Gefäßen.“

Baʿal war für Wasser, Brot, Wein, Öl, Kräuter (Nahrung des Viehs) und ihr Gedeihen verantwortlich. Hier gibt es deutliche Parallelen zu Psalm 65, wo diese Eigenschaften JHWH zugeschrieben wurden. Baʿal wurde besonders im Nordreich Israel über hunderte von Jahren und noch in biblischer Zeit verehrt. Gegen den Kult des Baʿal wetterten die Propheten der Bibel unentwegt.
Baʿal kämpfte mit seinem Bruder Jam um die Herrschaft der Erde. Er besiegte Jam und wurde so auch der Beherrscher der Meere. Nach alternativer Quelle begründete Baʿal seine Herrschaft über die Welt durch Unterwerfung des kosmischen Wassers, das durch eine Schlange oder einen Drachen symbolisiert wurde.

### Mot
Der Totengott Mot bezieht seinen Namen aus dem gemeinsemitischen Wort mawt/môt „Tod“. Er wurde als Todfeind des Gottes Baʿal betrachtet. Im sogenannten Baʿal-Zyklus wird Baʿals Abstieg in die Unterwelt geschildert, aus der er nach einem Kampf durch die Göttin Anat befreit wird, vergleichbar dem Tammuz der akkadischen Mythologie.
Mot wird auch als Getreidegott gedeutet. Wenn Anat Mot aus Rache für den Tod Baʿals tötet, wird das mit Analogien aus dem Bereich der Ernte und des Dreschens beschrieben. „Mit einer Heugabel worfelte sie ihn, mit Feuer verbrannte sie ihn, mit einem Mahlstein zermalmte sie ihn, auf dem Feld zerstreute sie ihn…“ Die Auferstehung entfällt aber, denn die Vögel des Himmels fraßen seine Reste.

### Dagān und Tiroš
Dagān (auch Dagon) und Tiroš sind ein agrarisches Götterpaar aus Halab (Aleppo), das in den ugaritischen Pantheon integriert wurde. In Konkurrenz zu El und Ašera konnten sie kaum Fuß fassen und werden in den Texten kaum erwähnt. Dagan ging später in El auf. Baʿal war ihr erfolgreicher Sohn.

### Jam
Der Meeresgott Jam (Meer) wird auch Nahar (Fluss) genannt und gilt als Wasser-Gottheit.
Er erhält von El den Namen Jaw.

### Tsedeq
Für die Ugariter war Tsedeq oder Zedek eine Hypostase oder Personifikation des Sonnengottes Šamaš. Dieser mächtige Gott wachte als Richter über die Welt, um versteckte Verbrechen ans Licht zu bringen und die an Unschuldigen begangenen Übeltaten zu richten. Der Gott kommt auch in der Bibel in theophoren Namen häufig vor, beispielsweise im Namen von Melchisedek.

### Kothar
Kothar ist der Gott der Schmiede, der manchmal mit dem griechischen Kinyras, dem Vater/Großvater des Adonis gleichgesetzt wird.

## Göttinnen

### Anat
Baʿals Gemahlin ist Anat (die „Königin des Himmels“ in den Mythen der späten Bronzezeit), möglicherweise angelehnt an Ištar, die akkadische Himmelskönigin.
Sie wird auch Attart-šem-Baʿal genannt, 'Attart, Name von Ba'al'. Andere Quellen bezeichnen sie als Schwester und Gefährtin des Baʿal.

### Ašera
Ašera (teils auch als Athirat bezeichnet), Gattin des Schöpfergottes El, die 70 Götter und Göttinnen gebar, ist Fruchtbarkeitsgöttin. In einer aramäischen Inschrift wird sie als Göttin von Teman bezeichnet.
Ihr Name (ugaritisch aṯrt, vermutl. Aširatu) leitet sich wohl von aṯr/ašr, also heiliger Ort ab. Ihr Beiname ist „die Heilige“. Verehrt wird sie in einem Kultpfahl, der einen stilisierten Baum (Ašere) darstellt. Der Name ašera kommt rund vierzigmal in der Bibel vor, sowohl als Name der Göttin als auch als Bezeichnung für den Kultpfahl.
Zeitweise galt sie im Alten Israel als Ehefrau von JHWH.
So fand sich in Kuntillet 'Adschrud ein Vorratskrug aus dem 8. bis 7. Jahrhundert mit folgender Inschrift:

„… Ich habe Euch gesegnet durch JHWH und seine Aschera.

Amaryo sprach zu seinem Herrn: …

Ich habe dich gesegnet durch JHWH und seine Ašera.

Er möge dich segnen,

und er möge dich behüten,

und er möge sein mit meinem Herrn.“

Auf einer Wand in der Grabhöhle II in Ḫirbet el Kom (nahe Hebron) fand sich folgende Inschrift zusammen mit einer nach unten gerichteten gespreizten Hand:

„Urijahu, der Reiche, hat dies geschrieben:

Ein Gesegneter ist Urijahu durch JHWH –

aus seinen Bedrängnissen hat er ihn durch Ašera gerettet.

Durch Onjahu.“

In der Bibel wird erwähnt (1 Könige 15,13), dass Königinmutter Maacha der Aschera ein Standbild errichtet hatte. König Manasse (2 Könige 21,7) stellte ein Kultbild der Aschera auf. 1 Könige 18,19 erwähnt 400 Propheten Ascheras, die vom Tisch Isebels essen. König Joschija entfernt aus dem Tempel Gegenstände, „die für den Baal, Aschera und das ganze Heer des Himmels angefertigt worden waren.“ (2 Könige 23,4).
Ašera wurde manchmal mit der ägyptischen Göttin Hathor gleichgesetzt und mit deren Attributen, zwei Lotosblüten dargestellt.

### Aštoreth
Jam/Jawas Frau hieß Aštoreth.
Sie wird in einem ägyptischen Papyrus als „Die Braut des tyrrhenischen Meeres“ bezeichnet. Im Alten Testament, wo man sie als Aschtoreth findet, wird vor allem ihr Sexual-Aspekt betont.
Ihre Entsprechung findet Aštoreth in der Göttin Astarte.

## Göttliche Einheiten
Da den Quellen oftmals die Götter Baʿal und Yaw ihrem Wesen nach stark miteinander vermengt sind, werden auch Anat und Ashtoreth gerne als eine Person gedeutet.
Da El als Universalgott allen Göttern innewohnt, findet man in ihm teilweise sogar die Person von Athirat mit eingebunden.
Zweigeschlechtliche Doppel-Gottheiten (Janus-Kopf) sind besonders aus der Perserzeit bekannt. Beispiele: Ašart-Anat, Aštart-Yaw, Anat-Yaw (gilt als Sonnengott), Ašim-Beth El, Anat-Bet El (entspricht dem phönizischen Aštart-Melk) und Aštart-Ešmun.

## Ugaritischer Kultkalender und Opferfeste

### Neujahrsfest
Das ugaritische Neujahrsfest begann vor der herbstlichen Tagundnachtgleiche am 1. Tag des letzten Kalendermonats Ra'šu-Yeni, wobei sich der Name des Monats der erste Wein auf die bevorstehende Traubenernte bezieht. Das Neujahrsfest stellte das wichtigste Fest des Jahres dar. Von größter Bedeutung war der Vollmond, der den Beginn der religiösen Kulte einleitete. Am Vorabend des Vollmonds stieg dazu der König auf die Dachterrasse des Palasttempels und opferte den höchsten Göttern. Vorher wurden auf den Dächern der Tempel, Paläste und Häusern symbolische Wohnhütten für die Götter aus abgeschnittenen Ästen erbaut. Am 15. Tag des letzten Monats erfolgte der Auftakt des rituellen Erntedankfestes und die Begrüßung des ersten Weins. Gleiche Hüttenbauten wurden auf den Feldern der Weinreben erstellt, in die die Besitzer der Weingärten während der Erntezeit einzogen, um die Weinreben vor den Vögeln zu schützen. Klimatisch war das Fest des ersten Weins mit der beginnenden Regenperiode und der Aussaat verbunden. Bei den Hebräern entspricht das ugaritische Neujahrsfest dem Sukkot-Fest, dessen Ursprung aber anders beschrieben wird.

### Marzihu-Fest
Das marzihu-Fest wurde zu Ehren der Toten gefeiert. Den Auftakt bildete die Einladung der rapi'uma, der Totengeister, die zum Festmahl im Tempel des Gottes El erschienen. Der Gott El, verkörpert durch den Oberpriester (rab kehenim), sitzt betrunken im marzihu. Neben den Totengeistern erscheint der Unterweltsgott Habay, der vor El tritt und El in eine tiefe Ohnmacht fallen lässt. Durch diesen Akt wird die Verbindung zum Totenreich hergestellt. Anat und Astarte erwecken El mit Arzneien aus diesem Trancezustand. Die ugaritische Bevölkerung feierte das marzihu ebenso ausgelassen und volltrunken, um die notwendige Trance zu erlangen. Das marzihu entspricht dem sumerischen Kispu-Fest. Es ist nicht bekannt, in welchem Monat das ugaritische Totenfest gefeiert wurde.